# Фелс

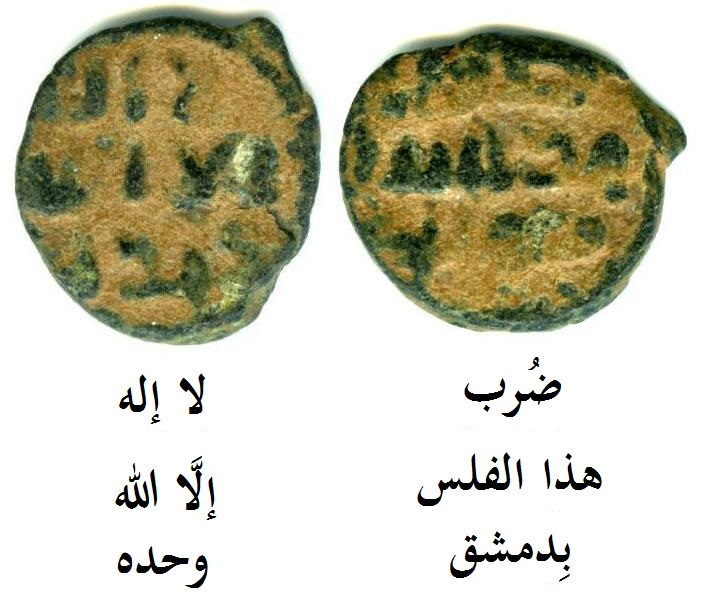
Фелс Омейядского халифата

Фелс — разменная мелкая медная арабская средневековая монета. Появилась в VII столетии как подражание византийским фоллисам. Фелс чеканили в Омейядском, а затем и в Аббасидском халифатах. За время выпуска вес фелсов колебался от 1 до 9 г. Монеты содержали исключительно надписи, такие как цитаты из корана, место чеканки, дата выпуска, имя халифа и др.
Династия Аббасидов стала привлекать к управлению завоеванными среднеазиатскими территориями местных аристократов. Так возникли государства, называемые по именам их основателей: Тахиридское (821—873), со столицей в городе Нишапуре, и Саманидское (819—999) ― со столицей в Самарканде, а позже — в Бухаре, где в денежном обращении использовались медные фельсы или в современной транскрипции фалсы. С возникновением в конце X века Караханидского государства, принявшего ислам, а затем и мусульманскую денежную систему, фельсы чеканили на обширной территории от Восточного Туркестана до Бухары.
Изначально 48 медных монет соответствовало 1 дирхему. Начавшийся в первой четверти XI века «серебряный кризис» обесценил серебряный дирхем, и необходимость его размена на мелкие фракции отпала. С XI столетия название фелс встречается редко. Множественное число слова фелс звучит на арабском как «фулус». В ряде средневековых исламских государств для обозначения медных монет начали использовать термин «фулус». Впоследствии «фулус» (араб. فلوس‎) в арабском языке стало обозначать деньги.